# Vaccinium atlanticum
Vaccinium atlanticum är en ljungväxtart som beskrevs av Eugene Pintard Bicknell. Vaccinium atlanticum ingår i Blåbärssläktet, och familjen ljungväxter. Inga underarter finns listade i Catalogue of Life.